# Horacio Verbitsky
(Horacio Verbitsky, Un mundo sin periodistas, 1997)
Horacio Verbitsky (Buenos Aires, 11 febbraio 1942) è un giornalista, scrittore e attivista argentino.
È uno dei principali esponenti del movimento argentino per la difesa dei diritti umani e tra i responsabili della sezione americana di Human Rights Watch. Editorialista del giornale argentino Página/12, collabora con El País, New York Times, Wall Street Journal e il Fatto Quotidiano ed insegna alla Fundación para un Nuevo Periodismo Iberoamericano, fondata da Gabriel García Márquez.

## Biografia
Militante politico rivoluzionario, negli anni settanta iniziò a collaborare con testate giornalistiche argentine. In quegli anni fu un membro attivo del gruppo guerrigliero dei Montoneros e partecipò anche ad azioni armate. Per questo fu costretto all'esilio in Perù. Strenuo oppositore di Jorge Videla, nel periodo della Dittatura militare argentina diede vita, con Rodolfo Walsh, alla Agencia de Noticias Clandestinas, tramite la quale veniva denunciata la repressione del regime e venivano diffuse le prime informazioni sui campi di concentramento dell'ESMA.
Divenne internazionalmente noto nel 1995 con la pubblicazione del saggio Il Volo - Le rivelazioni di un militare pentito sulla fine dei desaparecidos; il testo tratta delle brutalità commesse durante la dittatura nel periodo 1976-1983 (il volo del titolo fa riferimento alla pratica di gettare gli oppositori in mare dagli aerei), ed è basato sulla confessione dell'ex ufficiale di Marina Adolfo Scilingo. Il libro è stato un importante elemento probatorio nel processo condotto in Spagna dal giudice Baltasar Garzón contro lo stesso Scilingo, che nell'aprile 2005 è stato condannato a 640 anni di carcere.
È invece del 2005 il libro L'isola del silenzio. Il ruolo della Chiesa nella dittatura argentina, nel quale Verbitsky, raccogliendo le testimonianze di sopravvissuti e parenti dei desaparecidos, ricostruisce la storia del campo di concentramento in una delle isole del Río Tigre, chiamata El Silencio. L'inchiesta di Verbitsky mette in evidenza i retroscena dei rapporti tra la dittatura argentina e le gerarchie ecclesiastiche, chiamando in causa alcune figure di spicco del Vaticano, come il nunzio apostolico Pio Laghi, papa Paolo VI e Jorge Mario Bergoglio, futuro papa Francesco.
Proprio riguardo all'elezione di Bergoglio a capo della Chiesa cattolica, Verbitsky ha dichiarato di considerare l'evento «una disgrazia per l'Argentina e per il Sudamerica», e di ipotizzare che il nuovo pontefice possa rivestire, nei confronti del proprio continente, un ruolo «simile a quello di Wojtyła verso il blocco sovietico del suo tempo».
Negli ultimi anni si sta dedicando alla connessione tra la dittatura argentina, le maggiori istituzioni del paese e le imprese economiche e finanziarie argentine e straniere ed ha rimodulato il termine di "regime militare" in regime "civico-militare: «La dittatura ha avuto istigatori, complici, e sfruttatori (…) va ripensata come un vero e proprio blocco civile, militare, ecclesiastico ed economico (…). Altrimenti si potrebbe pensare che i militari siano stati dei pazzi venuti da Marte per annientare gli argentini»

## Premi e riconoscimenti
- Premio Latin American Studies Association (LASA), USA (1996)
- Premio Fundacione Konrad Adenauer e Centro de Estudios Unión para una Nueva Mayoría Argentina (1997)
- Premio Hellman/Hammett Grant, USA (1998)
- Premio Martín Fierro, TV Argentina (2000)
- Uno dei quattro vincitori del premio per la Libertà di Stampa CPJ, in seguito al suo lavoro di reportistica sui fatti della dittatura e per la sua difesa della libertà di stampa. USA (2001).
- Commission Nationale Consultative des Droits de l'Homme, Francia, "por el proyecto de despenalización de 'calumnias e injurias' en casos de interés público". (Dicembre 2009). Eduardo Febbro, París, Página/12

## Libri in italiano
- Il volo. Le rivelazioni di un militare pentito sulla fine dei desaparecidos. (Traduttore: C. Tognonato) Feltrinelli, Milano, 1996, 152 pp. ISBN 978-88-07-17019-5
- Il volo. Le rivelazioni di un militare pentito sulla fine dei desaparecidos. Feltrinelli, 2001, 152 pp. ISBN 88-07-17019-1 (10) ISBN 978-88-07-17019-5 (13)
- Il volo. Le rivelazioni di un militare pentito sulla fine dei desaparecidos. Fandango Tascabili, Roma, 2008. Collezione Fandango Tascabili, 205 pp. ISBN 88-6044-091-2 (10) ISBN 978-88-6044-091-4 (13)
- L'isola del silenzio. Il ruolo della Chiesa nella dittatura argentina. Fandango Libri, Roma, 2006, 177 pp. ISBN 88-6044-004-1 (10) ISBN 978-88-6044-004-4 (13)
- Doppio gioco. L'Argentina cattolica e militare.[8] Fandango Libri, Roma, 6 ottobre 2011, 723 pp. ISBN 88-6044-199-4 (10) ISBN 978-88-6044-199-7
- I Complici. Conversazioni con Horacio Verbitsky su Chiesa, dittatura ed economia. (a cura di Nadia Angelucci e Gianni Tarquini), Nova Delphi, Roma, 2014, 104 pp., ISBN 978-88-97376-39-2

## Libri in spagnolo
- Prensa y poder en Perù, Extemporáneos (México), 1975.
- La última batalla de la tercera guerra mundial, Editorial Legasa (Buenos Aires, Argentina), 1984.
- La posguerra sucia, Sudamericana (Bs. As.) 1985. ISBN 978-987-503-429-7 (13).
- Rodolfo Walsh y la prensa clandestina 1976-1978, Ediciones de la Urraca (Bs. As.), 1985.
- Ezeiza, Contrapunto, (Bs. As.) 1985.
- Medio siglo de proclamas militares, Editora/12 (Bs. As.), 1987. ISBN 950-9586-15-3.
- Civiles y militares: memoria secreta de la transición, Editorial Contrapunto (Bs. As.), 1987.
- La educación presidencial: de la derrota del '70 al desguace del Estado, Editora/12: Puntosur (Bs. As.), 1990. ISBN 950-9889-55-5.
- Robo para la corona: los frutos prohibidos del árbol de la corrupción, Planeta (Bs. As.), 1991. ISBN 950-742-145-9.
- Hacer la Corte: la construcción de un poder absoluto sin justicia ni control, Planeta (Bs. As.), 1993. ISBN 950-742-394-X.
- El vuelo, Planeta (Bs. As.), 1995. ISBN 950-742-608-6.
- Un mundo sin periodistas: las tortuosas relaciones de Menem con la ley, la Justicia y la verdad, Planeta (Bs. As.), 1997. ISBN 950-742-886-0.
- Hemisferio derecho, Planeta (Bs. As.), 1998. ISBN 950-742-953-0.
- Malvinas: la última batalla de la Tercera Guerra Mundial, Sudamericana (Bs. As.), 2002. ISBN 950-07-2231-3.
- El silencio: de Paulo VI a Bergoglio: las relaciones secretas de la Iglesia con la ESMA, Sudamericana (Bs. As.), 2005. ISBN 950-07-2035-3.
- Doble juego: la Argentina católica y militar, Sudamericana (Bs. As.), 2006. ISBN 978-950-07-2737-2 (13).
- Cristo vence: la Iglesia en la Argentina: un siglo de historia política (1884-1983), Sudamericana (Bs. As.), 2007. ISBN 950-07-2803-6.
- La Violencia Evangélica, de Lonardi al Cordobazo, Sudamericana (Bs. As.), 2008. ISBN 978-950-07-2918-5.
- Vigilia de armas. Tomo III. Del Cordobazo de 1969 al 23 de marzo de 1976, Sudamericana (Bs. As.) 2009. ISBN 978-950-07-3049-5.
- La mano izquierda de Dios. IV. La última dictadura (1976- 1983). Sudamericana (Bs. As.) 2010. ISBN 978-950-07-3275-8 (Diario Perfil).
- Cuentas pendientes. Los cómplices económicos de la dictadura. Coeditado con Juan Pablo Bohoslavsky. Siglo XXI, (Bs. As.) 2013. ISBN 978-987-629-344-0
- La libertad no es un Milagro. Planeta, (Bs. As.) 2013. ISBN 9789504960355
- La música del Perro. BA. Las 40. 2020. ISBN 9789874936165 Prefazione di Mónica Müller.